# اوودنزبری
اوودنزبری (به سوئدی: Odensberg) یک منطقهٔ مسکونی در سوئد است که در بخش فالشوپینگ شهرستان وسترا یوتلاند قرار دارد. اوودنزبری ۰٫۳۲ کیلومتر مربع مساحت و ۲۸۷ نفر جمعیت دارد.

## پیشینه
اوودنزبری که مشخص‌ترین نشانه‌اش تپه اوودن است پیشتر یک ایستگاه در ساختمان راه‌آهن غربی بوده‌است.